# Jersak Hills
Jersak Hills är en kulle i Antarktis. Den ligger i Sydshetlandsöarna. Argentina, Chile och Storbritannien gör anspråk på området. Toppen på Jersak Hills är 200 meter över havet.
Terrängen runt Jersak Hills är kuperad västerut, men norrut är den platt. Havet är nära Jersak Hills åt sydost. Trakten är glest befolkad. Närmaste befolkade plats är Commandante Ferraz Station, 14,7 kilometer nordväst om Jersak Hills. 